# قشلاق اوچبلاق
قشلاق اوچبلاق یک روستا در ایران است که در استان اردبیل واقع شده‌است. قشلاق اوچبلاق ۹۴ نفر جمعیت دارد.